# キレイな男
『キレイな男（예쁜 남자、Bel Ami (Pretty Man)）』は、韓国KBS2にて2013年11月20日から2014年1月9日まで放送されたテレビドラマ。全16話。原作はチョン・ゲヨンの同名ウェブ漫画。

## 概要
2009年から2011年に連載されたチョン・ゲヨンによる同名ウェブ漫画「예쁜 남자」が原作である。抜群のビジュアルと魔性を持った綺麗な男であるトッコ・マテが、韓国の上位1％の成功した女性10人から得たノウハウを通じて、真の”綺麗な男”に成長していく過程を描いた作品。
ただ原作が人気漫画ということもあって放送前から視聴者の期待が高まっていたが、多くの期待の中で放送開始した本作は初回の視聴率（ニールセン・コリア、全国6.3％）が自己最高視聴率となってしまったほど視聴率は低迷し、2%台の低調な視聴率で期待以下の成績にとどまった。視聴者から愛されなかった理由としては、視聴者の共感を十分に引き出せなかったこと、ロマンスと中心となる物語の失踪、同時期に各局で放送された作品「相続者たち（SBS）」「星から来たあなた（SBS）」「ミス・コリア（MBC）」による影響が取り上げられている。
2014年6月と8月にはKNTVで日本初放送を記念して、来日イベントを開催。同年9月にはシネマート六本木にて「劇場編集版 キレイな男 ～Story of the Beginning～」が公開された。
ドラマ全編の動画がKBSの公式ウェブサイトで無料で公開されている。

## キャスト

### メイン
トッコ・マテ
演 - チャン・グンソク
世界で一番綺麗な男。
キム・ボトン
演 - IU
ごく普通の女性。マテに一途な想いを寄せる。
チェ・ダビデ
演 - イ・ジャンウ
MGホームショッピングMD代理。
ホン・ユラ
演 - ハン・チェヨン
トッコ・マテを真の男に育てる女性。マテの出生の秘密を握る人物。

### MGグループ
ナ・ホンナン
演 - キム・ボヨン
MGグループ副会長。
パク・ギソク
演 - トッコ・ヨンジェ
MGグループ名誉会長。ホンナンの夫。
パク・ムンス
演 - キム・ヨンジェ
MGグループ代表取締役。ユラの元夫。

### マテに関わる女性たち
ジェッキ
演 - ソ・ユジン
不動産女王。金を動かす女。
エレキ仙女
演 - キム・イェウォン
霊能力者。心を操る女。
キム・インジュン
演 - チャ・ヒョンジョン
保険業界のトップセールス。人脈の女王。
ミョミ
演 - パク・ジユン
トップ女優。タイミングのカリスマ。
カン・クィジ
演 - キム・ボラ
SSグループの令嬢。
イ・ギム
演 - チョン・ソンギョン
検察庁中央捜査部部長検事。
ヨ・ミム
演 - キム・ミンジュ
パパラッチ。

### その他
キム・ミスク
演 - ヤン・ミギョン
マテの母親。
イ・マルジャ
演 - イ・ミヨン
ボトンの母親。
キム・デシク
演 - フン（U-KISS）
ボトンの弟。
チャン・ドクセン
演 - キム・ジハン
マテの軍隊の後輩。
スルリ
演 - チャン・ソヒ
ユラとムンスの娘。
特別出演
女性警察官
演 - ヘリョン
女性教師
演 - キム・スルギ

## 放送日程
| 放送話 | 各話タイトル       | 韓国放送日     | 韓国視聴率 | 韓国視聴率 |
| 放送話 | 各話タイトル       | 韓国放送日     | 全国       | 首都圏     |
| ------ | ------------------ | -------------- | ---------- | ---------- |
| 第1話  | 運命の合言葉       | 2013年11月20日 | 6.3%       | 7.0%       |
| 第2話  | 知られざる過去     | 2013年11月21日 | 3.1%↓      | 3.5%↓      |
| 第3話  | お金で買えないもの | 2013年11月27日 | 2.4%↓      | 2.8%↓      |
| 第4話  | お掃除靴下         | 2013年11月28日 | 3.3%↑      | 3.8%↑      |
| 第5話  | 心のボタン         | 2013年12月4日  | 3.2%↓      | 3.5%↓      |
| 第6話  | 成長の階段         | 2013年12月5日  | 3.8%↑      | 4.1%↑      |
| 第7話  | 女神の蜘蛛の巣     | 2013年12月11日 | 2.9%↓      | 2.7%↓      |
| 第8話  | 予想外の恋心       | 2013年12月12日 | 3.1%↑      | 2.9%↑      |
| 第9話  | 約束のクリスマス   | 2013年12月18日 | 3.5%↑      | 3.2%↑      |
| 第10話 | 戻せない時間       | 2013年12月19日 | 3.5%→      | 3.1%↓      |
| 第11話 | ダビデの苦悩       | 2013年12月25日 | 3.8%↑      | 3.4%↑      |
| 第12話 | 本当の隠し子       | 2013年12月26日 | 3.3%↓      | 2.9%↓      |
| 第13話 | 副会長の涙         | 2014年1月1日   | 2.4%↓      | 2.6%↓      |
| 第14話 | 合言葉の行方       | 2014年1月2日   | 3.9%↑      | 4.0%↑      |
| 第15話 | 小指の約束         | 2014年1月8日   | 4.0%↑      | 3.8%↓      |
| 第16話 | それぞれの明日     | 2014年1月9日   | 3.8%↓      | 3.2%↓      |

## 映像作品
| タイトル                                                                  | 発売日         | 販売元                                    | EANコード         |
| ------------------------------------------------------------------------- | -------------- | ----------------------------------------- | ----------------- |
| チャン・グンソクIN 「キレイな男」撮影密着メイキング DVD                   | 2014年8月22日  | カルチュア・パブリッシャーズ エスピーオー | EAN 4988131910909 |
| キレイな男 DVD-BOX1                                                       | 2014年10月17日 | カルチュア・パブリッシャーズ エスピーオー | EAN 4988131705253 |
| キレイな男 Blu-ray-BOX1                                                   | 2014年10月17日 | カルチュア・パブリッシャーズ エスピーオー | EAN 4988131100775 |
| キレイな男 DVD-BOX2                                                       | 2014年10月30日 | カルチュア・パブリッシャーズ エスピーオー | EAN 4988131705260 |
| キレイな男 Blu-ray-BOX2                                                   | 2014年10月30日 | カルチュア・パブリッシャーズ エスピーオー | EAN 4988131100782 |
| チャン・グンソクIN「キレイな男」メイキングPart2-素顔に密着メイキング- DVD | 2014年11月19日 | カルチュア・パブリッシャーズ エスピーオー | EAN 4988131910916 |
| キレイな男夏祭り Love Is Beautiful - Live & Expo In 幕張メッセ 2014       | 2014年12月5日  | フラウ・インターナショナル                | EAN 4560321480371 |
| キレイな男 DVD-BOX1<シンプルBOXシリーズ>                                  | 2016年9月16日  | カルチュア・パブリッシャーズ エスピーオー | EAN 4988131601708 |
| キレイな男 DVD-BOX2<シンプルBOXシリーズ>                                  | 2016年9月16日  | カルチュア・パブリッシャーズ エスピーオー | EAN 4988131601715 |

## 日本での放送

### 放送局
- KNTV（2014年）日本初放送[23]
- 衛星劇場（2014年）
- テレビ愛知（2015年）[24]
- BS-TBS（2015年）[25]
- TBSチャンネル[26]
- DATV（2020年）
- KBS World（2021年）[27]

### 配信
- AbemaTV[28]
- Amazon Prime Video
- Hulu
- Paravi
- RakutenTV
- ビデオマーケット
- U-NEXT

## 日本語吹替キャスト
- 平川大輔 - トッコ・マテ役
- 白石涼子 - キム・ボトン役
- 新垣樽助 - チェ・ダビデ役
- 一杉佳澄 - ハン・チェヨン役
- 星野充昭 - パク・ギソク役
- 土井美加 - ナ・ホンナン役
- 櫻井トオル - チャン・ドクセン役
- 竹内恵美子 - ソルリ役

## イベント
- キレイな男 制作発表会（2013年11月18日、インペリアルパレスホテル）[31]
- キレイな男 KNTV日本初放送記念 来日記者会見（2014年6月13日、東京都内）[7]
- キレイな男 ファンミーティング（2014年6月14日、東京国際フォーラム ホールA）[8] 昼公演、夜公演の2公演

- キレイな男夏祭り～Love is Beautiful～ LIVE & EXPO（2014年7月19日・20日、幕張メッセ 1～3展示場）[9] 昼公演、夜公演の4公演